# Râul Cărpinei
Râul Cărpinei este un curs de apă, afluent al râului Motru. 